# El hombre de Laramie
El hombre de Laramie (The Man from Laramie) es una película de Estados Unidos dirigida por Anthony Mann. Se estrenó el año 1955. 
Fue uno de los primeros westerns rodados en Cinemascope; la nueva técnica de pantalla panorámica se aprovechó para resaltar la majestuosidad de esta película.

## Sinopsis
Un comerciante poco dado a hacer amistades recorre en la década de 1870 parte de los condados recientemente arrebatados a los guerreros apaches, lo que hace de él un extraño ejemplar de aventurero, en apariencia poco apegado a la vida. En su continuo cabalgar, este hombre lleva suministros y noticias a Bárbara, la atractiva dueña de un salón enclavado en una de las zonas más peligrosas del estado, lo que sin él saberlo le ocasiona la enemistad del primo de la chica, un joven sediento de poder, hijo de una familia de terratenientes que no duda en vender armas a los apaches con tal de demostrar a los suyos que él también sabe cómo hacer fortuna.

## Comentario
Dentro de las líneas argumentales más famosas y recurrentes del western clásico, aquel que mantiene intacta la delimitación entre buenos y malos sin entrar en disquisiciones filosóficas o en ambigüedades al estilo de las películas dirigidas a partir de los sesenta por Sam Peckinpah, pocas han dado tanto juego como la ambición desmedida de los comerciantes ávidos de riquezas que no dudaban en poner en peligro el frágil equilibrio de la paz y la integridad física de los miles de pioneros que poco a poco iban poblando los territorios recién conquistados a los pieles rojas con tal de ver aumentada su cuenta de beneficios. No es de extrañar, por tanto, que esta sea una de las características más recordadas de El hombre de Laramie, western por lo demás correcto de principio a fin, que ofrece uno de los mejores trabajos del tándem formado por Anthony Mann y su actor fetiche, James Stewart, y que cuenta, además, con el trabajo a cargo del guion de Philip Yordan, autor entre otros ejemplos del género tan memorables y cercanos en el tiempo como Johnny Guitar.